# Pozycja fan
Pozycja fan – jedna z pozycji tanecznych charakterystycznych dla turniejowej rumby i cha-chy. Stanowi jedną z najbardziej rozpoznawalnych pozycji w tańcu towarzyskim, należy do podstawowego kanonu figur tanecznych i bardzo często występuje również w choreografiach najlepszych profesjonalnych tancerzy.
Pozycja ta jest pozycją otwartą, tancerze ustawieni są do siebie prostopadle, partnerka po lewej stronie partnera, kobieta lekko wysunięta przed mężczyznę (ustawienie powinno być takie, że gdyby kobieta zaczęła iść do przodu, to bez problemu przeszłaby przed mężczyzną). Mężczyzna ustawia cały ciężar ciała na swojej prawej nodze. Lewa stopa jest wysunięta silnie do boku, bez ciężaru na niej. Partnerka ustawia ciężar ciała na nodze lewej, która znajduje się z tyłu, a prawa stopa jest wysunięta, bez ciężaru ciała na niej. Jedynym miejscem kontaktu tancerzy w tej figurze jest trzymanie się za dłonie (lewa dłoń partnera z prawą dłonią partnerki). Dłoń partnera skierowana jest wnętrzem ku górze, dłoń partnerki – wnętrzem ku podłodze. Lewa ręka mężczyzny jest wysunięta bardzo silnie w lewą stronę, a prawa ręka kobiety jest wysunięta silnie w kierunku dłoni partnera. Dłonie chwytają się opuszkami palców. Dalekie wysunięcie rąk ma zwiększyć odległość między partnerami w tej pozycji na możliwie jak największą.
Wykonując pozycję fan tancerze mogą ustawić się dokładnie pod kątem prostym lub pod kątem trochę mniejszym niż 90°. Ustawienie precyzyjnie prostopadłe partnerów stanowi klasyczną formę tej figury, lecz sprawia, że mowa ciała partnera zdaje się w tej pozycji całkowicie ignorować partnerkę. Ustawienie pod kątem odrobinę mniejszym tworzy aurę większej intymności i kontaktu między partnerami.
Mężczyzna chcąc poprowadzić partnerkę do pozycji fan, prowadzi ją wzdłuż swojego ciała, na swoją lewą stronę. Następnie ściąga swoją lewą rękę do swojego lewego biodra, by obrócić partnerkę twarzą do siebie. Z tego ustawienia partnerka wykonuje krok do tyłu. W tym czasie partner wykonuje krok w swoją prawą stronę. Oboje oddalili się od dłoni którą się trzymają, tak by znajdowała się ona pośrodku. Partner i partnerka wywierają naciąg na dłoni, tzn. każdy z nich „ciągnie” drugiego tancerza w swoją stronę. W momencie, gdy partnerzy ustawili już cały swój ciężar na właściwej nodze, wzajemny naciąg na dłoni rozluźnia się do delikatnego muskania się dłońmi. W tym momencie znajdują się w pozycji fan. 

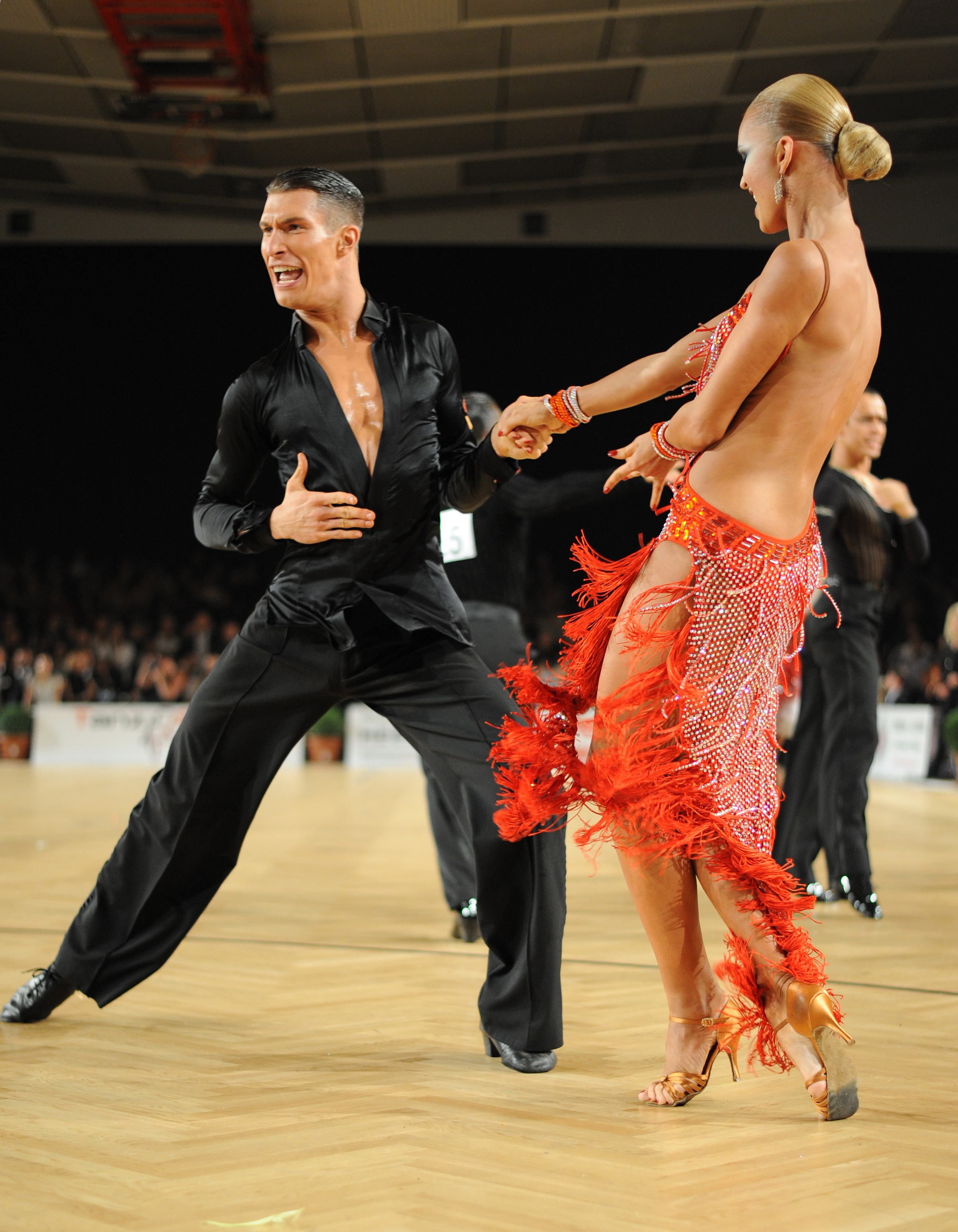
Wyprowadzanie partnerki z pozycji fan (partner przesuwa ciężar na lewą nogę i „ciągnie” partnerkę do siebie)

Mężczyzna, chcąc wyprowadzić partnerkę z pozycji fan, ponownie luźne trzymanie się za dłoń sprowadza do naciągu. Wykonując naciąg na dłoni, przesuwa ciężar ciała nad swoją lewą stopę i staje na niej oraz prowadzi kobietę tak, by również zmieniła ciężar ciała między swoimi stopami. Następnie partnerka oddala swoją prawą stronę ciała od partnera, powracając do luźnego trzymania dłoni. Po tym, mężczyzna ponownie przenosi swój ciężar ciała na prawą stopę, co sprawi, że partnerka zrobi krok w przód. W ten sposób partnerka została wyprowadzona z pozycji fan, a dalsze kroki zależą od tego, jaką figurę partner będzie chciał teraz wykonać.
Pozycja fan jest pozycją wieńczącą wiele figur tanecznych w rumbie i cha-chy, np.:
- Fan[4][2][11][12][13][14] – figura fan to najprostszy sposób przejścia do pozycji fan, lecz współcześnie figura ta prawie nie występuje w choreografiach[13];
- Closed Hip Twist[11][15][16] – jeden z najbardziej popularnych sposobów przejścia do pozycji fan[16];
- Open Hip Twist[11][17][16] – jeden z najbardziej popularnych sposobów przejścia do pozycji fan[16];
- Opening Out from Reverse Top[11][18]
- Spiral[11][19]
- Curl[11][20]
- Advanced Hip Twist[11][21]
- Hip Twist Spiral[11][22]
- Sweetheart[11][23].

Oprócz tradycyjnych zakończeń powyższych figur w pozycji fan, pozycja fan może zakończyć również wariantywnie inne figury, jak np. Kiki Walks w rumbie lub Cross Basic w cha-chy.
Pozycja fan również jest pozycją wyjściową rozpoczynającą wiele figur w rumbie i cha-chy, jak np.:
- Alemana[14][2][26][27]
- Hockey Stick[14][2][26][28]
- Sliding Doors[26][29]
- Fencing[26][30]
- Three Alemanas[26][31].